# 王小珂
王小珂（1958年—），北京市人，回族，中华人民共和国政治人物，第十一届全国人民代表大会北京地区代表。
毕业于北京大学经济研究中心，工商管理专业，研究生学历。北京市科学技术研究院总工程师，分管对外合作处。
2008年，当选为全国人大代表。2013年，连任。